# Mijakovce
Mijakovce (en serbe cyrillique : Мијаковце) est un village de Serbie situé sur le territoire de la Ville de Vranje, district de Pčinja. Au recensement de 2011, il comptait 22 habitants.

## Démographie
| 1948 | 1953 | 1961 | 1971 | 1981 | 1991 | 2002 | 2011 |
| ---- | ---- | ---- | ---- | ---- | ---- | ---- | ---- |
| 198  | 207  | 199  | 142  | 115  | 73   | 37   | 22   |

|  |